# Сариђол
Сариђол (мкд. Сариѓол) је насеље у Северној Македонији, у југоисточном делу државе. Сариђол је насеље у оквиру општине Радовиште.

## Географија
Сариђол је смештен у југоисточном делу Северне Македоније. Од најближег града, Радовишта, насеље је удаљено 9 km источно.
Насеље Сариђол се налази у историјској области Јуруклук. Насеље је положено на јужним падинама планине Плачковице. Јужно од насеља протиче река Сарава, која се касније улива у реку Струмицу. Надморска висина насеља је приближно 550 метара. 
Месна клима је континентална.

## Становништво
Сариђол је према последњем попису из 2002. године био без становника.
Већинско становништво у насељу су били етнички Турци (100%). Они су се средином 20. века спонтано иселили у матицу.
Претежна вероисповест месног становништва био је ислам.